# 13214 Chirikov
A 13214 Chirikov (ideiglenes jelöléssel 1997 JJ16) a Naprendszer kisbolygóövében található aszteroida. Eric Walter Elst fedezte fel 1997. május 3-án.